# 17 января
17 января — 17-й день года  по григорианскому календарю.
До конца года остаётся 348 дней (349 дней в високосные годы).
До 15 октября 1582 года — 17 января по юлианскому календарю, с 15 октября 1582 года — 17 января по григорианскому календарю.
В XX и XXI веках соответствует 4 января по юлианскому календарю.

## Праздники и памятные дни
См. также: Категория:Праздники 17 января

### Религиозные
- Память святого Антония.

#### Католицизм
- Память Сульпиция Благочестивого, епископа Буржа (VII);
- память святой Мильдгиты[англ.], монахини или, возможно, аббатисы монастыря в Истри (676);
- память блаженного Гамельберта[нем.] из Михельсбуха, священника (VIII).

#### Православие[2]
- Собор семидесяти апостолов: Иакова, брата Господня, Марка и Луки евангелистов, Клеопы, Симеона, Варнавы (Иосифа), Варсавы (Иуста, Иосифа, Иосии), Фаддея, Анании, первомученика архидиакона Стефана, Филиппа, Прохора, Никанора, Тимона, Пармена, Тимофея, Тита, Филимона, Онисима, Епафраса, Архиппа, Силы, Силуана, Крискента, Криспа, Епенета, Андроника, Стахия, Амплия, Урвана, Наркисса, Апеллия, Аристовула, Родиона (Иродиона), Агава, Руфа, Асинкрита, Флегонта, Ерма, Патрова, Ермия, Лина, Гаия, Филолога, Лукия, Иасона, Сосипатра, Олимпа (Олимпана), Тертия, Ераста, Куарта, Евода, Онисифора, Климента, Сосфена, Аполлоса, Тихика, Епафродита, Карпа, Кодрата, Марка, Зины, Аристарха, Пуда, Трофима, Марка, Артемы, Акилы, Фортуната и Ахаика, Дионисия Ареопагита и Симеона Нигера, (Кифы, Кесаря и Алфея);
- память преподобного Феоктиста, игумена Кукума Сикелийского (800);
- память святителя Евстафия I, архиепископа Сербского (ок. 1285)[3];
- память священномучеников Александра Скальского, Стефана Пономарёва и Филиппа Григорьева, пресвитеров (1933);
- память священномученика Николая Маслова, пресвитера (1939);
- память священномученика Павла Фелицына, пресвитера (1941);
- память преподобномученика Зосимы, пустынника Киликийского и мученика Афанасия Комментарисия (смотрителя темниц) (III—IV)[4];
- память преподобного Ахилы, диакона Печерского (XIV).

### Именины
- Католические: Антон, Гамельберт, Мильдгита, Сульпиций.
- Православные мужские[5]: Агав, Акила, Александр, Аллма, Алфей, Амплий, Анания, Андроник, Апеллий, Аполлос, Аристарх, Аристовул, Артема, Архипп, Асинкрит, Асон, Афанасий, Ахаик, Ахила, Варнава, Варсава, Гаий, Дионисий, Евод, Евстафий, Евфимий, Епафрас, Епафродит, Епенет, Ераст, Ерма, Ермий, Зина, Зосима, Иасон, Иосиф, Иосия, Иродион, Иуст, Карп, Кесарий, Кифа, Клеопа, Климент, Кодрат, Крискент, Крисп, Куарт, Лин, Лука, Лукий, Марк, Наркисс, Никанор, Николай, Олимпасий, Онисим, Онисифор, Павел, Пармен, Патров, Прохор, Пуд, Родион, Руф, Сила, Силуан, Симеон, Сосипатр, Сосфен, Стахий, Степан, Тертий, Тимон, Тимофей, Тит, Тихик, Трофим, Увеликий, Урван, Фаддей, Феоктист, Филимон, Филипп, Филолог, Флегонт, Фортунат, Хрисанф, Яков, Ясон; женские[6]: Евфимия.

## События

### До XX века
- 1462 — португальским мореплавателем Диогу Афонсу открыт остров Санту-Антан (Кабо-Верде) в Атлантическом океане.
- 1562 — вступил в силу Сен-Жерменский эдикт, официально признающий права гугенотов на территории Франции.
- 1772 — в результате государственного переворота в Датско-Норвежском королевстве группой аристократов был арестован немецкий врач Иоганн Струэнзе, сосредоточивший в своих руках почти неограниченную власть.
- 1773 — британский корабль Resolution под командованием Джеймса Кука стал первым судном, пересёкшим Южный полярный круг.
- 1781 — Война за независимость США: Битва при Коупенсе.
- 1885 — Восстание махдистов: Битва при Абу-Клеа.

### XX век
- 1912 — британский путешественник Роберт Скотт достиг Южного полюса спустя месяц после того, как там побывала экспедиция норвежского исследователя Руаля Амундсена.
- 1917 — США покупают у Дании Виргинские острова за 25 млн $.
- 1919 — польский пианист и композитор Игнаций Ян Падеревский стал премьер-министром Польши.
- 1920:
  - в Советской России официально отменена смертная казнь;
  - в США вступил в силу сухой закон[7].
- 1929 — эмир Афганистана Инаятулла-хан, правивший всего три дня, был вынужден отречься от престола после государственного переворота.
- 1934 — в составе РСФСР была учреждена Свердловская область.
- 1941 — бой у Ко-Чанга.
- 1945 — освобождение Варшавы частями 1-го Белорусского фронта при содействии 1-й армии войска польского от немецких оккупантов.
- 1959 — Сенегал и Французский Судан подписали соглашение о создании Федерации Мали.
- 1966 — американский стратегический бомбардировщик B-52 столкнулся над Испанией с самолётом-заправщиком. В результате катастрофы семь человек погибли, одна из термоядерных бомб, находившихся на борту B-52, упала в Средиземное море и была найдена лишь через два месяца.
- 1991 — многонациональные силы, дислоцированные в зоне Персидского залива, начали операцию «Буря в пустыне».
- 1995 — более 6400 человек погибли в результате мощного землетрясения, произошедшего в японском городе Кобе.

### XXI век
- 2001 — евреи, пережившие Холокост, добились компенсации от властей Австрии за имущество, конфискованное в период правления нацистов.
- 2008 — в лондонском аэропорту Хитроу после отказа двигателей самолёт Boeing 777-200 компании British Airways совершил жёсткую посадку, пострадали 47 человек.
- 2021 — задержание лидера российской оппозиции Алексея Навального в аэропорту Шереметьево, куда он прибыл из Германии, где лечился после отравления.

## Родились

### До XVIII века
- 1501 — Леонарт Фукс (ум. 1566), немецкий учёный, медик, один из «отцов ботаники».
- 1504 — Пий V (в миру Антонио Микеле Гизлиери; ум. 1572), 225-й папа римский (1566—1572).
- 1600 — Педро Кальдерон (ум. 1681), испанский драматург и поэт.
- 1624 — Гварино Гварини (ум. 1683), итальянский архитектор, математик и богослов.

### XVIII век
- 1706 — Бенджамин Франклин (ум. 1790), американский политик, дипломат, учёный, изобретатель, журналист.
- 1732 — Станислав Август Понятовский (ум. 1798), последний король польский и великий князь литовский в 1764—1795 гг.
- 1747 — Аркадий Морков (ум. 1827), русский посол.
- 1771 — Людвиг (Лев) Фогель (Иоганн Людвиг Андреас Фогель; ум. 1840), немецкий и российский врач и педагог[8].
- 1799 — Авдотья Истомина (ум. 1848), русская артистка балета.

### XIX век
- 1814 — Людвик Мерославский (ум. 1878), польский революционер и военачальник, генерал.
- 1820 — Энн Бронте (ум. 1849), английская писательница и поэтесса викторианской эпохи.
- 1827 — Сергей Усов (ум. 1886), русский зоолог, археолог, искусствовед.
- 1834 — Август Вейсман (ум. 1914), немецкий зоолог, теоретик эволюционизма.
- 1835 — Антанас Баранаускас (ум. 1902), литовский поэт и языковед, католический епископ.
- 1847 — Николай Жуковский (ум. 1921), русский учёный-механик, основоположник аэродинамики как науки.
- 1849 — Эжен Каррьер (ум. 1906), французский живописец и график, педагог.
- 1860 — Дуглас Хайд (ум. 1949), первый президент Ирландии (1938—1945).
- 1863:
  - Дэвид Ллойд Джордж (ум. 1945), британский государственный деятель, премьер-министр в 1916—1922 гг.;
  - Константин Станиславский (ум. 1938), русский советский театральный деятель, актёр, режиссёр, педагог, первый народный артист СССР.
- 1865 — Влас Дорошевич (ум. 1922), русский журналист, фельетонист, публицист, театральный критик.
- 1880 — Мак Сеннет (при рожд. Майкл Зиннот; ум. 1960), американский кинорежиссёр и продюсер.
- 1884 — Сергей Городецкий (ум. 1967), русский советский поэт и переводчик.
- 1890:
  - Николай Комиссаров (ум. 1957), советский актёр театра и кино, народный артист УССР;
  - Юрий Файер (ум. 1971), балетный дирижёр, скрипач, народный артист СССР.
- 1899 — Аль Капоне (Альфонсе Габриэль Капоне; ум. 1947), американский мафиози, глава крупной чикагской банды.

### XX век
- 1902 — Леонид Трауберг (ум. 1990), кинорежиссёр и сценарист, народный артист РСФСР.
- 1908 – Кас Д'Амато (ум. 1985), американский тренер по боксу.
- 1911:
  - Гавриил Качалин (ум. 1995), советский футболист и тренер;
  - Джордж Стиглер (ум. 1991), американский экономист, лауреат Нобелевской премии (1982).
- 1915 — Антон Бархатков (ум. 2001), белорусский советский художник.
- 1916 — Татьяна Карпова (ум. 2018), актриса театра и кино, народная артистка СССР.
- 1917 — Матео Максимов (ум. 1999), цыганский писатель, автор одного из переводов Нового Завета на цыганский язык.
- 1926 — Герц Франк (ум. 2013), советский, латвийский и израильский кинодокументалист.
- 1929 — Жак Плант (ум. 1986), канадский хоккеист, вратарь, 6-кратный обладатель Кубка Стэнли.
- 1933 — Далида (наст. имя Иоланда Кристина Джильотти; покончила с собой в 1987), французская певица и актриса итальянского происхождения.
- 1937 — Ален Бадью, французский философ.
- 1940 — Мирча Снегур (ум. 2023), советский и молдавский политик и государственный деятель, первый президент Молдовы (1990—1997).
- 1942 — Мухаммед Али (при рожд. Кассиус Марселлус Клей-младший; ум. 2016), американский боксёр, олимпийский чемпион (1960), абсолютный чемпион мира в тяжёлом весе.
- 1944
  - Франсуаза Арди (ум. 2024), французская певица, актриса и астролог.
  - Виктор Ерин (ум. 2018), министр внутренних дел Российской Федерации (1992—1995).
- 1945 — Семён Альтов (при рожд. Альтшуллер), советский и российский писатель-сатирик, сценарист, драматург, режиссёр.
- 1947 — Вячеслав Любимов, губернатор Рязанской области (1996—2004).
- 1949
  - Энди Кауфман (ум. 1984), американский шоумен, актёр и артист ревю;
  - Мик Тейлор, английский рок-музыкант, гитарист, в 1969—1974 гг. участник группы The Rolling Stones;
  - Хайни Хемми, швейцарский горнолыжник, олимпийский чемпион (1976).
- 1954 — Владимир Вихров (ум. 2010), советский и российский актёр театра, кино и дубляжа.
- 1956 — Пол Янг, британский певец, гитарист, автор песен.
- 1959 — Лутц Хесслих, восточногерманский трековый велогонщик, двукратный олимпийский чемпион.
- 1960 — Игорь Николаев, советский и российский композитор, певец, музыкант, автор песен, народный артист РФ.
- 1961 — Майя Чибурданидзе, советская и грузинская шахматистка, шестая чемпионка мира.
- 1962 — Джим Керри, канадо-американский актёр, комик, сценарист, продюсер, лауреат «Золотого глобуса».
- 1963 — Кай Хансен, немецкий рок-музыкант, гитарист и вокалист.
- 1964 — Мишель Обама, первая леди США в 2009—2017, супруга Барака Обамы.
- 1966 — Наталья Морскова (Кирчик), советская, российский и испанская гандболистка, двукратная чемпионка мира.
- 1967
  - Константин Арсенев, российский поэт-песенник, композитор, автор-исполнитель;
  - Роман Качанов, советский и российский кинорежиссёр, сценарист, киноактёр и продюсер.
- 1968 — Светлана Мастеркова, советская и российская легкоатлетка, двукратная олимпийская чемпионка (1996).
- 1969 — Tiësto (наст. имя Тейс Вервест), нидерландский диджей, музыкант, продюсер и композитор.
- 1971:
  - Ричард Бёрнс (ум. 2005), английский гонщик, чемпион мира по ралли (2001);
  - Лил Джон (наст. имя Джонатан Мортимер Смит), американский рэпер, продюсер и промоутер;
  - Вадим Колганов, актёр театра и кино, заслуженный артист России;
  - Кид Рок (наст. имя Роберт Джеймс Ритчи), американский певец, рок-музыкант, рэпер, композитор и актёр;
  - Сильви Тестю, французская киноактриса, обладательница премии «Сезар».
- 1974 — Митя Фомин (Дмитрий Фомин), российский певец, танцор, продюсер, телеведущий, фронтмен группы Hi-Fi.
- 1977:
  - Дмитрий Кириченко, российский футболист, заслуженный мастер спорта;
  - Ли Уоннелл, австралийский сценарист, актёр, продюсер и режиссёр, наиболее известный по работе над кинофраншизой «Пила».
- 1979 — Олег Лисогор, украинский пловец, многократный чемпион мира и Европы.
- 1980 — Зоуи Дешанель, американская актриса и певица.
- 1982 — Дуэйн Уэйд, американский баскетболист, трёхкратный чемпион НБА, олимпийский чемпион (2008).
- 1984 — Кельвин Харрис (наст. имя Адам Ричард Вайлс), шотландский певец, автор песен, продюсер, диджей.
- 1985 — Симона Симонс, нидерландская певица, ведущая вокалистка симфо-метал-группы Epica.
- 1987 — Александр Усик, украинский боксёр-профессионал, олимпийский чемпион (2012), чемпион мира и Европы.
- 1993 — Христина Соловий, украинская певица, музыкант, композитор, автор песен.
- 1996 — Кейтлин Санчес, американская актриса и музыкант.

## Скончались

### До XIX века
- 395 — Феодосий I Великий (р. 347), последний император единой Римской империи (379—395).
- 1598 — Фёдор I Иоаннович (р. 1557), последний русский царь (с 1584) из рода Рюриковичей.
- 1736 — Маттеус Пёппельман (р. 1662), придворный архитектор герцога Саксонии, автор барочной архитектуры Дрездена.
- 1751 — Томазо Джованни Альбинони (р 1671), итальянский композитор и скрипач.

### XIX век
- 1861 — Лола Монтес (р. 1821), ирландская танцовщица и актриса, авантюристка, фаворитка баварского короля Людвига I.
- 1863 — Ора́с Верне (р. 1789), французский художник-баталист.
- 1869 — Александр Даргомыжский (р. 1813), русский композитор.
- 1890 — Герман Христиан Гильдебранд (р. 1843), прибалтийский историк немецкого происхождения.
- 1891 — Джордж Банкрофт (р. 1800), американский историк и дипломат, «отец» истории Соединённых Штатов.

### XX век
- 1903 — Александр Аксаков (р. 1832), русский публицист, переводчик, издатель.
- 1911 — Фрэнсис Гальтон (р. 1822) английский исследователь, создатель первых тестов интеллекта.
- 1928 — Нагида Руфь Лацарус (р. 1849), немецкая писательница.
- 1939 — Иван Мозжухин (р. 1889), великий русский киноактёр.
- 1961 — Патрис Лумумба (р. 1925), первый премьер-министр Демократической Республики Конго.
- 1964 — Теренс Уайт (р. 1906), английский писатель.
- 1969 — Гражина Бацевич (р. 1913), польский композитор, скрипачка, педагог.
- 1973 — Тарсила ду Амарал (р. 1886), бразильская художница.
- 1980 — Александр Несмеянов (р. 1899), химик-органик, президент АН СССР (1951—1961).
- 1982:
  - Варлам Шаламов (р. 1907), русский писатель;
  - Хуан О’Горман (р. 1905), мексиканский живописец и архитектор.
- 1991 — Улаф V (р. 1903), король Норвегии.
- 1994 — Дьердь Цифра (р. 1921), венгерский пианист-виртуоз.
- 1997 — Клайд Уильям Томбо (р. 1906), американский астроном, открывший Плутон.

### XXI век
- 2001 — Грегори Корсо (р. 1930), американский писатель и художник, один из ключевых представителей битников.
- 2002:
  - Камило Хосе Села (р. 1916), испанский писатель, лауреат Нобелевской премии (1989);
  - Юрий Давыдов (р. 1924), советский и российский писатель, мастер исторической прозы.
- 2003 — Ричард Кренна (р. 1926), американский кино-, теле- и радиоактёр, номинант на «Золотой глобус».
- 2004 — Чеслав Немен (р 1939), польский рок-музыкант, певец и композитор.
- 2007:
  - Арт Бухвальд (р. 1925), американский фельетонист;
  - Евгений Кушнарёв (р. 1951), украинский политик и государственный деятель.
- 2008 — Роберт Джеймс Фишер (р. 1943), 11-й чемпион мира по шахматам.
- 2010 — Эрик Сигал (р. 1937), американский писатель, сценарист, профессор античной литературы.
- 2023 — Люсиль Рандон (р. 1904), французская супердолгожительница, старейшей человек мира с 19 апреля 2022.
- 2025:
  - Денис Лоу (р. 1940), шотландский футболист, один из лучших игроков в истории британского футбола, обладатель «Золотого мяча» (1964).
  - Пунсалмаагийн Очирбат (р. 1942), монгольский государственный деятель, 1-й президент Монголии (1990—1997), Председатель Великого народного хурала МНР (1990).
  - Виктор (Пьянков) (р. 1944), епископ Подольский викарий Московской епархии, Русской Православной Церкви.

## Народный календарь, приметы и фольклор Руси
- Святки. Феоктист. Феоктистов день.
- Небо чистое на Феоктистов день, с полной луной — к сильному половодью.
- Последние святочные гадания: в этот день по обычаю гнали черта из деревни (в черта обряжался селянин, надев вывернутую наружу мехом шубу)[9].
- В старину верили, что нечистая сила возвращается в свои владенья, стараясь напоследок натворить как можно больше зла[10].